# Česká baseballová extraliga 2019
Česká baseballová extraliga v roce 2019 byla dvacátým šestým ročníkem české nejvyšší soutěže v baseballu. Titul obhájili Arrows Ostrava, kteří ve finále porazili Eagles Praha. 

## Konečné pořadí
| Poř. | Tým             |
| ---- | --------------- |
| 1.   | Arrows Ostrava  |
| 2.   | Eagles Praha    |
| 3.   | Draci Brno      |
| 4.   | Kotlářka Praha  |
| 5.   | Tempo Praha     |
| 6.   | Hroši Brno      |
| 7.   | Třebíč Nuclears |
| 8.   | Olympia Blansko |
| 9.   | Skokani Olomouc |
| 10.  | Technika Brno   |

## Pořadí po základní části
| Poř. | Tým             | Záp. | V  | P  | Skóre   | PCT   |
| ---- | --------------- | ---- | -- | -- | ------- | ----- |
| 1.   | Arrows Ostrava  | 27   | 24 | 3  | 255:77  | 0.889 |
| 2.   | Draci Brno      | 27   | 22 | 5  | 226:106 | 0.815 |
| 3.   | Eagles Praha    | 27   | 18 | 9  | 166:119 | 0.667 |
| 4.   | Kotlářka Praha  | 27   | 16 | 11 | 179:142 | 0.593 |
| 5.   | Tempo Praha     | 27   | 16 | 11 | 151:134 | 0.593 |
| 6.   | Hroši Brno      | 27   | 13 | 14 | 127:148 | 0.481 |
| 7.   | Třebíč Nuclears | 27   | 10 | 17 | 144:182 | 0.370 |
| 8.   | Olympia Blansko | 27   | 10 | 17 | 145:198 | 0.370 |
| 9.   | Skokani Olomouc | 27   | 4  | 23 | 84:212  | 0.148 |
| 10.  | Technika Brno   | 27   | 2  | 25 | 83:242  | 0.074 |

## Play-off
|  | Semifinále | Semifinále     | Semifinále |  |  | Finále | Finále         | Finále |
|  |            |                |            |  |  |        |                |        |
|  |            | Arrows Ostrava |            |  |  |        |                |        |
|  |            |                |            |  |  |        |                |        |
|  |            |                |            |  |  |        | Arrows Ostrava | 3      |
|  |            |                |            |  |  |        | Eagles Praha   | 0      |
|  |            | Draci Brno     | 1          |  |  |        |                |        |
|  |            | Eagles Praha   | 2          |  |  |        |                |        |

Semifinále
- Arrows Ostrava automaticky jako vítěz základní části postoupili do finále
- Draci Brno – Eagles Praha 1:2

Finále
- Arrows Ostrava  – Eagles Praha 3:0